# Ellington Uptown
Ellington Uptown (conosciuto anche come Hi-Fi Ellington Uptown) è un album discografico del musicista e compositore jazz Duke Ellington, inciso per l'etichetta discografica Columbia Records nel 1951-1952. Nel 2004 l'album è stato ristampato in formato CD con l'aggiunta di Liberian Suite (1947).

## Tracce
Testi e musiche di Duke Ellington tranne dove indicato diversamente.
1. Skin Deep – 6:49 (Louis Bellson)
2. The Mooche – 6:36 (Ellington, Irving Mills)
3. Take the "A" Train – 8:02 (Billy Strayhorn)
4. A Tone Parallel to Harlem (Harlem Suite) – 13:48
5. Perdido – 8:25 (Juan Tizol)
6. Controversial Suite Part 1: Before My Time – 6:59
7. Controversial Suite Part 2: Later – 4:14

## Formazione
- Duke Ellington, Billy Strayhorn – pianoforte
- Cat Anderson (tracce 1-3 & 5), Shorty Baker, Willie Cook (tracce 1-7), Shelton Hemphill (tracce 8-13), Al Killian (tracce 8-13), Clark Terry (tracce 1-7), Francis Williams (tracce 4 & 6-13) - tromba
- Ray Nance - tromba, violino
- Lawrence Brown (tracce 8-13), Quentin Jackson (tracce 1-7), Britt Woodman (tracce 1-7) - trombone
- Tyree Glenn (tracce 8-13) - trombone, vibrafono
- Claude Jones (tracce 8-13), Juan Tizol (tracce 1-7) - trombone a pistoni
- Jimmy Hamilton - clarinetto, sax tenore
- Willie Smith (tracce 1, 4, 6 & 7), Johnny Hodges (tracce 3 & 8-7), Hilton Jefferson (tracce 1-3 & 5) - sax alto
- Russell Procope - sax alto, clarinetto
- Paul Gonsalves (tracce 1-7), Al Sears (tracce 8-13) - sax tenore
- Harry Carney - sax baritono
- Fred Guy - chitarra (tracce 8-13)
- Wendell Marshall (tracce 1-7), Oscar Pettiford, Junior Raglin (tracce 8-13) - contrabbasso
- Louis Bellson (tracce 1-7), Sonny Greer (tracce 8-13) - batteria
- Betty Roche (traccia 3), Al Hibbler (traccia 8) - voce